# Sphaerolaimus lutarius
Sphaerolaimus lutarius is een rondwormensoort uit de familie van de Sphaerolaimidae. De wetenschappelijke naam van de soort is voor het eerst geldig gepubliceerd door Gourbault & Boucher.